# BStB 15 bis 17
Die BStB 15 bis 17 waren Tenderlokomotiven der Brandenburgischen Städtebahn (BStB). Die drei Exemplare wurden von 1916 bis 1919 von Henschel beschafft und wurden bei der Städtebahn im Güterzugbetrieb eingesetzt. 1949 kamen sie zur Deutschen Reichsbahn und wurden als 92 6576–6578 bezeichnet. Die Lokomotiven waren bis 1969 im Einsatz und wurden dann ausgemustert und verschrottet.

## Geschichte und Einsatz
Während des Ersten Weltkrieges bestand auf der Brandenburgischen Städtebahn starker Militärverkehr. Da sich die zuvor gelieferte, später als BStB 14 (Erstbesetzung) bezeichnete Lokomotive von Orenstein & Koppel nicht bewährte, wurde 1916 von Henschel & Sohn eine Heißdampf-Lokomotive gekauft, die bei Anlieferung den Namen HINDENBURG trug. Da sich diese bewährte, folgte 1917 eine weitere baugleiche Lokomotive mit dem Namen LUDENDORFF. Beide Lokomotiven wurden im Alltagsbetrieb stark beansprucht, sodass 1919 eine dritte Lokomotive beschafft wurde, die den Namen GEHEIMRAT GANTZER trug. Diese Lokomotiven waren die letzten der BStB, die einen Namen erhielten. Ab 1922 bekamen sie die Nummern 15 bis 17 und 1937 die neuen Nummern 41 bis 43.
1940 wurde bei den Kleinbahntriebfahrzeugen in der Provinz Brandenburg ein durchgehendes Nummernsystem eingeführt. Die Lokomotiven 41 bis 43 (ehemals 15 bis 17) der BStB erhielten nun die Nummern 1-140 bis 1-142. Die führende 1 steht für die Brandenburgische Städtebahn (BStB).

## Deutsche Reichsbahn 92 6576 bis 6578
Alle Lokomotiven überstanden den Zweiten Weltkrieg, wurden 1949 von der Deutschen Reichsbahn übernommen und mit den Betriebsnummern 92 6576 bis 6578 versehen. 1950 waren sie im Raum Berlin beheimatet.
Die 92 6576 blieb bis 1951 auf ihrer Stammstrecke und war danach bis 1953 beim Bw Oschersleben beheimatet. Über Halberstadt kam sie nach Aschersleben, wo sie bis 1963 verblieb. Bis zu ihrer Ausmusterung 1968 war sie dann in Salzwedel.
Die 92 6577 kam zum Bw Frankfurt (Oder) und 1965 über Berlin-Pankow nach Berlin-Lichtenberg. Sie wurde 1967 ausgemustert und war bis dahin zumeist an das Zementwerk in Rüdersdorf verliehen.
Die 92 6578 kam zusammen mit der 92 6576 über das Bw Oschersleben nach Halberstadt, danach nach Blankenburg und bis 1969 nach Salzwedel, danach wurde sie in einer Tuchfabrik in Burg als Heizlokomotive verwendet.

## Technik
Im Lieferzustand besaßen die Lokomotiven einen halbkugeligen Sand- bzw. Dampfdom. Die seitlichen Wasserkästen reichten bis zum ersten Radsatz und waren vorn abgeschrägt. Später haben die Lokomotiven einen Vorwärmer auf der linken Umlaufseite erhalten. In diesem Zustand blieb die 92 6577 im Wesentlichen erhalten, lediglich der Vorwärmer wurde auf die rechte Umlaufseite platziert. Die anderen beiden Lokomotiven erhielten später Kesselaufbauten der Einheitsbauart. Bei der 92 6576 wurde der Vorwärmer auf den Kesselscheitel verlegt, und der eckige Sandkasten wurde direkt vor dem Führerhaus platziert. Die Luftpumpe saß auf der linken Seite zwischen Rauchkammer und Wasserkasten. Zwischen Schornstein und Dampfdom war ein Dampfläutewerk der Bauart Latowski untergebracht.